# كلاوديو (لاعب كرة قدم، مواليد 1922)
كلاوديو كريستوفام دي بينيو (بالبرتغالية: Cláudio Christóvam de Pinho‏) (18 يوليو 1922 - 1 مايو 2000) والذي عُرف باسم كلاوديو كان لاعب كرة قدم برازيلي. لعب لأندية بالميراس وكورينثيانز وساو باولو. كما لعب لصالح منتخب البرازيل لكرة القدم. ويعتبر الأكثر مشاركة مع كورينثيانز برصيد 306 مباريات.

## وصلات خارجية
كلاوديو (لاعب كرة قدم، مواليد 1922) على موقع عالم كرة القدم.نت (الإنجليزية)